# Parafia Podwyższenia Krzyża Świętego w Łukowie
Parafia Podwyższenia Krzyża Świętego w Łukowie – parafia rzymskokatolicka w Łukowie.
Została erygowana w 1920. Obecny kościół parafialny murowany, wybudowany w latach 1766–1770, przez różnych fundatorów. Świątynia mieści się przy ulicy kardynała Stefana Wyszyńskiego. Do parafii należy również kościół filialny pw. św. Rocha w Łukowie. 
Terytorium parafii obejmuje część Łukowa oraz Aleksandrów, Czerśl, Dminin, Gołąbki, Jadwisin, Jeziory, Łazy, Malcanów, Podgaj, Ryżki, Rzymy-Las, Sięciaszkę Pierwszą, Sięciaszkę Drugą, Sięciaszkę Trzecią, Świdry i Zalesie. Parafia liczy 11 300 wiernych. Na jej terenie znajduje się cmentarz rzymskokatolicki z drewnianym kościołem św. Rocha, zbudowanym w I połowie XIX wieku.